# إميليو كوريا (ملاكم مواليد 1985)
اميليو كوريا (بالإنجليزية: Emilio Correa) (و. 1985  م) هو ملاكم من كوبا، ولد في هافانا، شارك في الألعاب الأولمبية الصيفية 2008، وملاكمة في الألعاب الأولمبية الصيفية 2008 – وزن متوسط ‏.

## روابط خارجية
- اميليو كوريا على موقع اللجنة الأولمبية الدولية (الإنجليزية)
- اميليو كوريا على موقع أوليمبيديا (الإنجليزية)